# Shaftesbury (Dorset)

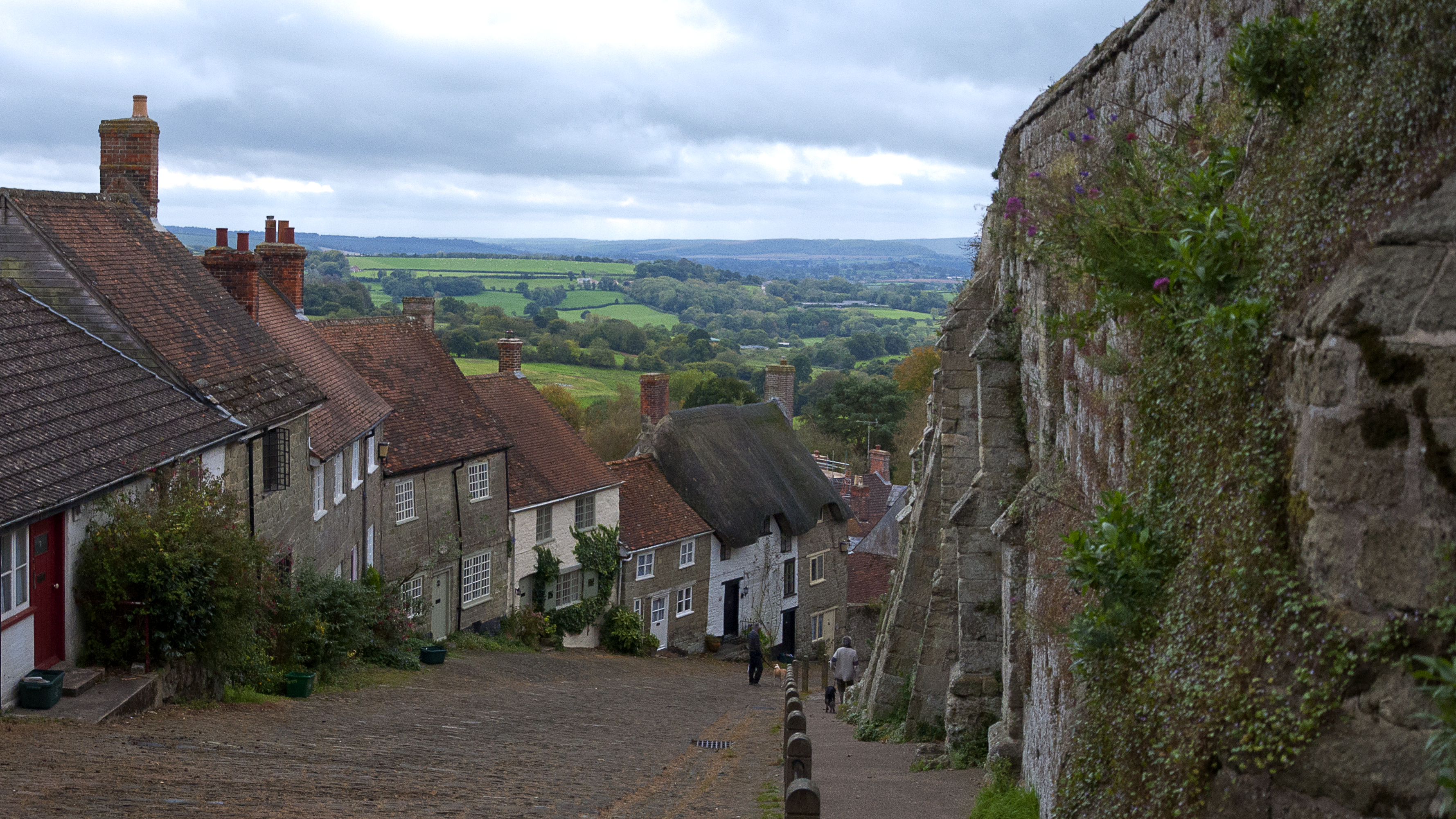
Gold Hill

Shaftesbury ist eine Stadt im Norden von Dorset, England. Die Stadt liegt ca. 200 Meter über dem Meeresspiegel. Im Jahr 2001 hatte die Stadt 6665 Einwohner mit 3112 Haushalten. Von 1001 bis zur Reformationszeit trug sie den Namen Edwardstowe, da sich in der Shaftesbury Abbey die Gebeine Edward des Märtyrers befanden. 
Die Stadt liegt über dem Blackmore-Tal und ein Stück über dem Fluss Stour. Von verschiedenen Aussichtspunkten kann man Glastonbury Tor und die Isle of Purbeck sehen. 
Shaftesbury ist insbesondere berühmt für die Gold Hill, eine treppenartige, steile Straße (die für „Hovis Brot“ in der Werbung genutzt wurde). 

## Persönlichkeiten

### Söhne und Töchter der Stadt
- Raymond Hull (* 27. Februar 1919 in Shaftesbury; † 6. Juni 1985 in Vancouver),  Schriftsteller
- Michael Lapage (* 15. November 1923 in Shaftesbury; † 20. Juli 2018), Ruderer, Pilot und Missionar
- Robert Newton (* 1. Juni 1905 in Shaftesbury; † 25. März 1956 in Beverly Hills), Schauspieler